# L'Enfant des neiges (film, 1951)
Pour les articles homonymes, voir L'Enfant des neiges.
Pour plus de détails, voir Fiche technique et Distribution.
L'Enfant des neiges est un film français d'Albert Guyot sorti en 1951.

## Synopsis
Mony, fiancée de Jacques, adopte l'enfant qu'il a eu avec Gisèle. Quand elle veut le reprendre, elle le lui rend et pousse Jacques à l'épouser.

## Fiche technique
- Réalisation : Albert Guyot
- Scénario : Albert Guyot, Robert Bibal
- Décor : Hugues Laurent
- Photographie : Pierre Petit
- Montage : Marguerite Renoir
- Musique : Félix Nuvolone
- Sociétés de production : La Société des Films Sirius et R.C.M.
- Société de distribution : La Société des Films Sirius
- Pays :  France
- Format : Noir et blanc -  Son mono
- Genre : Drame
- Durée : 107 minutes
- Date de sortie :
  - France - 20 avril 1951
- Affiche : Constantin Belinsky (France)

## Distribution
- Mony Dalmès : Mony
- Jean Pâqui : Jacques
- Raymond Galle : Raoul
- Mona Dol : Mme. Denis
- Jacqueline Rambaud : Gisèle
- Germaine Rouer : La mère de Gisèle
- Louis Seigner : Le père de Gisèle